# Großes Haaler Gehege
Das Große Haaler Gehege ist ein ca. 700 ha großer Wald im Kreis Rendsburg-Eckernförde in Schleswig-Holstein.

## Beschreibung
Die Waldfläche befindet sich zwischen den Dörfern Nienborstel, Brinjahe und Embühren. Im Jahr 2001 wurde die gesamte Fläche des Haaler Geheges als EU-Vogelschutzgebiet ausgewiesen. Teile des Waldes sind außerdem als Naturwald ausgewiesen. Zwei der Naturwaldparzellen sind Bestandteil des zum 30. Juni 2017 ausgewiesenen Naturschutzgebietes „Naturwälder in den Landesforsten Barlohe“.

## Vegetation
Das Haaler Gehege ist ein naturnah bewirtschafteter Wald, mit hohem Laubwaldanteil. Auch ein Mammutbaum ist dort vorzufinden, der eigentlich in den Rocky Mountains beheimatet ist.

## Sonstiges
Die Verwaltung der Fläche erfolgt durch die Schleswig-Holsteinische Landesforsten (AöR) in Neumünster.